# 項冠跳彈䲁
項冠跳彈䲁（學名：Alticus arnoldorum），又稱項冠高冠䲁，為輻鰭魚綱鳚形目䲁科跳彈䲁屬的一種，分布於太平洋馬里亞納群島到社會群島, 南至美屬薩摩亞與庫克群島海域，在受到驚擾時從其棲息的洞穴中跳躍而聞名，體長可達8公分，棲息在沿海礁石淺水域，可離開水面在陸地上活動，通常躲在洞穴，以藻類為食，雌魚產附著性卵，雄魚有護卵行為。